# Liste des évêques de Palencia

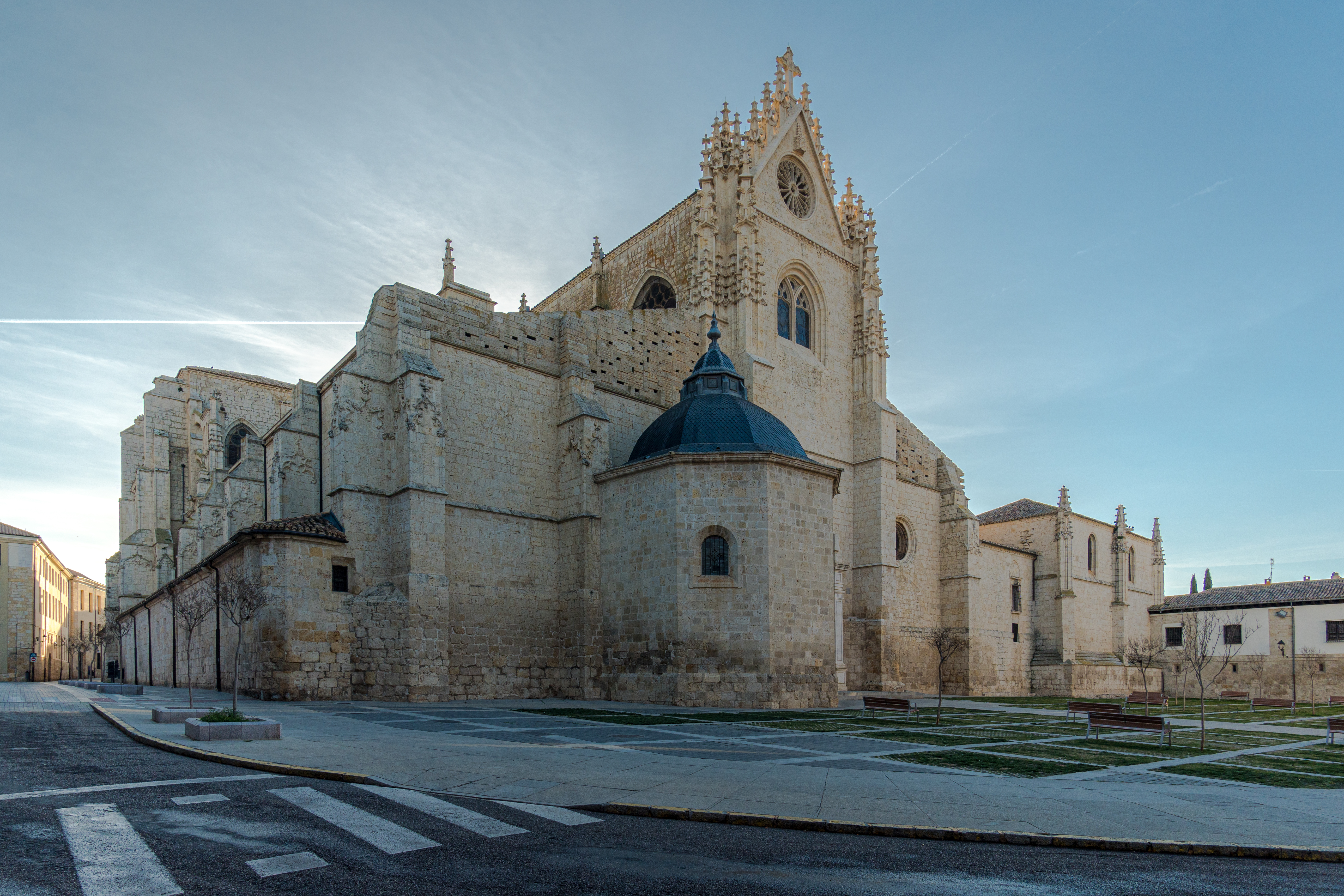
Le portail ouest de la cathédrale de Palencia.

Liste des évêques du diocèse de Palencia (Espagne) du VIe siècle à aujourd'hui :

## Liste des évêques de Palencia
- Nestor
- Pastor
- Murilla (589-607) - (arien jusqu'en 589, catholique en 589-607)
- Conancio (607-638)
- Ascario (vers 653)
- Concordio (vers 675 jusqu'à 688)
- Boroaldo (vers 693)
- Ponce (1035)
- Bernardo I. (1035-1040)
- Miro (1040-1063)
- Bernardo II. (1063-1085)
- Raimundo I. (1085-1108)
- Pedro I. de Agen (France) (1108-1139)
- Pedro II. (1139-1148)
- Raimundo II. (1148-1184)
- Anderico (1184-1207)
- Adán (1207-1208)
- Tello Téllez de Meneses (es) (1208-1247)
- Rodrigo (1247-1254)
- Pedro III (1254-1256)
- Fernando (1256-1265)
- Alonso García (1265-1276)
- Tello (1276-1278)
- Juan Alonso (1278-1293)
- Munio de Zamora (1294-1296)
- Álvaro Carrillo (1297-1305)
- Pedro de Pedio (1306-1307)
- Gerardo Domínguez (1307-1313)
- Gómez Peláez (1313-1320)
- Juan Fernández de Limia (1321-1330)
- Juan de Saavedra (1330-1342)
- Pedro IV (1342-1343)
- Blas Fernández de Toledo (1343-1353)
- Reginaldo de Maubernard (1353-1356)
- Gutierre Gómez (1357-1381)
- Juan de Castromocho (1382-1396)
- Pedro V (1396)
- Sancho de Rojas (1403-1415)
- Alfonso de Argüello (1415-1417)
- Rodrigo de Velasco (1417-1426)
- Gutierre Álvarez de Toledo (1426-1439)
- Pierre de Castille et de Eril (es) (1394-†1461), (1440-1461), fils de Jean de Castille et petit-fils du roi Pierre Ier de Castille.
- Gutierre de la Cueva (1461-1469)
- Rodrigo Sánchez de Arévalo (1469-1471)
- Diego Hurtado de Mendoza (1471-1485)
- Alfonso de Burgos (1485-1499)
- Diego de Deza, O.P. (1500-1504) (aussi archevêque de Séville)
- Juan Rodríguez de Fonseca (1504-1514)
- Juan Fernández Velasco (1514-1520)
- Pedro Ruiz de la Mota, O.S.B. (1520-1522)
- Pedro Gómez Sarmiento de Villandrando (1525-1534) (aussi archevêque de Saint-Jacques-de-Compostelle)
- Francisco Mendoza (1534-1536)
- Luis Cabeza de Vaca (1537-1550)
- Pedro de la Gasca (1551-1561) (aussi évêque de Sigüenza)
- Cristóbal Fernández Valtodano (1561-1570) (aussi archevêque de Saint-Jacques-de-Compostelle)
- Juan Ramírez Zapata de Cárdenas (1570-1577)
- Alvaro Hurtado de Mendoza y Sarmiento (1577-1586)
- Fernando Miguel de Prado (1587-1594)
- Martín Aspi Sierra (1597-1607)
- Felipe Tarsis de Acuña (1608-1616) (aussi archevêque de Grenade)
- José González Díez, O.P. (1616-1625) (aussi évêque de Pampelune)
- Miguel Ayala (1625-1628) (aussi évêque de Calahorra y La Calzada)
- Fernando Andrade Sotomayor (1628-1631) (aussi archevêque de Burgos)
- Cristóbal Guzmán Santoyo (1633-1656)
- Francisco Guerra, O.F.M. (1656-1658)
- Antonio de Estrada Manrique (1657-1658)
- Enrique de Peralta y Cárdenas (1659-1665)
- Gonzalo Bravo Grajera (1665-1671)
- Juan del Molino Navarrete (1672-1685)
- Antonio Lorenzo de Pedraza (1685-1711)
- Esteban Bellido Guevara (1714-1717)
- Francisco Ochoa Mendarozqueta y Arzamendi (1717-1732)
- Bartolomé San Martín Orive (1733-1740)
- José Morales Blanco (1741-1745)
- José Ignacio Rodríguez Cornejo (1745-1750) (aussi évêque de Plasencia)
- Andrés Bustamante (1750-1764)
- José Cayetano Loazes Somoza (1765-1769)
- Juan Manuel Argüelles (1770-1779)
- José Luis Mollinedo (1780-1800)
- Buenaventura Moyano Rodríguez (1801-1802)
- Francisco Javier Almonacid (1803-1821)
- Narciso Coll y Prat (1822-1822)
- Juan Francisco Martínez Castrillón (1824-1828)
- José Asensio Ocón y Toledo (1828-1831) (aussi évêque de Teruel)
- Carlos Laborda Clau (1831-1853)
- Jerónimo Fernández Andrés (1853-1865)
- Juan Lozano Torreira (1866-1891)
- Enrique Almaraz y Santos (1893-1907) (aussi archevêque de Séville)
- Valentín García y Barros (1907-1914)
- Ramón Barberá y Boada (1914-1924)
- Agustín Parrado y García (1925-1934) (aussi archevêque de Grenade)
- Manuel González y García (1935-1940)
- Francisco Javer Lauzurica y Torralba (1943-1949) (aussi évêque d'Oviedo)
- José Souto Vizoso (1949-1970)
- Anastasio Granados García (1970-1978)
- Nicolás Antonio Castellanos Franco, O.S.A. (1978-1991)
- Ricardo Blázquez Pérez (1992-1995) (aussi évêque de Bilbao)
- Rafael Palmero Ramos (1996-2005) (aussi évêque Orihuela-Alicante)
- Gerardo Melgar (2005-2006) (administrateur)
- José Ignacio Munilla Aguirre (2006-2010)
- Esteban Escudero Torres (2010-2015), nommé évêque auxiliaire de Valence.
- Manuel Herrero Fernández, O.S.A (2016-2023)
- Mikel Garciandía Goñi (es) (2023- )

## Source
- (en) Diocese of Palencia, Catholic-Hierarchy